# Pericoma trifasciata
Pericoma trifasciata és una espècie d'insecte dípter pertanyent a la família dels psicòdids que es troba a Europa: l'Estat espanyol, les illes Britàniques, França, Bèlgica, els Països Baixos, Suïssa, Itàlia, Alemanya, Dinamarca, Lituània, Àustria, Hongria i Txèquia.